# Wahlkreis Kilmarnock and Irvine Valley
| Kilmarnock and Irvine Valley                  |
| --------------------------------------------- |
| Kilmarnock and Irvine Valley · South Scotland |
| Gebildet                                      |
| 2011                                          |
| Abgeordneter:                                 |
| Willie Coffey (SNP)                           |
| Regionen                                      |
| East Ayrshire                                 |

Kilmarnock and Irvine Valley ist ein Wahlkreis für das Schottische Parlament. Er wurde im Zuge der Revision der Wahlkreise im Jahre 2011 als einer von neun Wahlkreisen der Wahlregion South of Scotland eingeführt. Er umfasst weite Teile des ehemaligen Wahlkreises Kilmarnock and Loudoun, darunter die Städte Kilmarnock und Stewarton in der Council Area East Ayrshire. Der Wahlkreis entsendet einen Abgeordneten.
Der Wahlkreis erstreckt sich über eine Fläche von 375,1 km2. Im Jahre 2020 lebten 82.941 Personen innerhalb seiner Grenzen.

## Wahlergebnisse

### Parlamentswahl 2011
| Ergebnisse der Parlamentswahl 2011 | Ergebnisse der Parlamentswahl 2011 | Ergebnisse der Parlamentswahl 2011 | Ergebnisse der Parlamentswahl 2011 |
| Partei                             | Kandidat                           | Stimmen                            | %                                  |
| ---------------------------------- | ---------------------------------- | ---------------------------------- | ---------------------------------- |
| SNP                                | Willie Coffey                      | 16.964                             | 53,3                               |
| Labour                             | Matt McLaughlin                    | 10.971                             | 34,4                               |
| Conservative                       | Grant Fergusson                    | 3309                               | 10,4                               |
| Liberal Democrats                  | Robbie Simpson                     | 614                                | 1,9                                |
| Wahlbeteiligung: 31.858 (50,36 %)  |                                    |                                    |                                    |

### Parlamentswahl 2016
| Ergebnisse der Parlamentswahl 2016 | Ergebnisse der Parlamentswahl 2016 | Ergebnisse der Parlamentswahl 2016 | Ergebnisse der Parlamentswahl 2016 | Ergebnisse der Parlamentswahl 2016 |
| Partei                             | Kandidat                           | Stimmen                            | %                                  | ±                                  |
| ---------------------------------- | ---------------------------------- | ---------------------------------- | ---------------------------------- | ---------------------------------- |
| SNP                                | Willie Coffey                      | 19.047                             | 55,4                               | +2,1                               |
| Labour                             | Dave Meechan                       | 7.853                              | 22,8                               | −11,6                              |
| Conservative                       | Brian Whittle                      | 6.597                              | 19,2                               | +8,8                               |
| Liberal Democrats                  | Rebecca Plenderleith               | 888                                | 2,6                                | +0,7                               |
| Wahlbeteiligung: 34.385 (54,9 %)   |                                    |                                    |                                    |                                    |

### Parlamentswahl 2021
| Ergebnisse der Parlamentswahl 2021 | Ergebnisse der Parlamentswahl 2021 | Ergebnisse der Parlamentswahl 2021 | Ergebnisse der Parlamentswahl 2021 | Ergebnisse der Parlamentswahl 2021 |
| Partei                             | Kandidat                           | Stimmen                            | %                                  | ±                                  |
| ---------------------------------- | ---------------------------------- | ---------------------------------- | ---------------------------------- | ---------------------------------- |
| SNP                                | Willie Coffey                      | 21.418                             | 52,7                               | −2,7                               |
| Labour                             | Kevin McGregor                     | 9.737                              | 24,0                               | +1,2                               |
| Conservative                       | Brian Whittle                      | 8.295                              | 20,4                               | +1,2                               |
| Liberal Democrats                  | Stephen McQuistin                  | 919                                | 2,3                                | −0,3                               |
| Parteilos                          | Stef Johnstone                     | 253                                | 0,6                                | +0,6                               |
| Wahlbeteiligung: 61 %              |                                    |                                    |                                    |                                    |